# Fiction Plane
Fiction Plane es una banda de rock alternativo de Inglaterra. La banda está liderada por Joe Sumner, el hijo de Sting, quien fue líder de la ya disuelta The Police . En 2001 grabaron su primera demo, llamada "Swings and roundabouts" bajo el nombre Santa's Boyfriend.
Antes de firmar su primer contrato con una discográfica se cambiaron el nombre a Fiction Plane y grabaron su primer lanzamiento llamado "Everything will never be OK" con MCA Records. El álbum fue lanzado en 2002 en Inglaterra y en marzo de 2003 en los Estados Unidos, siendo la canción "Hate" el sencillo que acompañaría al lanzamiento del disco. Poco después del lanzamiento se les unió el batería Pete Wilhoit. Aunque recibieron buenas críticas, finalmente MCA rompería con ellos en el 2005.
En este mismo año, la banda actuó como telonera de Sting, el padre de Joe Sumner, en su "Broken Music Tour". El tour llevó a la banda alrededor de toda Europa actuando en 29 conciertos y en 25 países. Durante el tour, la banda lanzó un EP de 4 canciones titulado Bitter Forces and Lame Race Horses.

## Discografía

### Álbumes de estudio
- 2003: "Everything Will Never Be OK" (MCA Records)
- 2007: "Left Side of the Brain" (Bieler Bros. Records) (#46 Billboard Heatseekers)
- 2010: "Sparks" (Roadrunner Records)
- 2015: "Mondo Lumina" (Verycords)

### EPs
- 2005: "Bitter Forces and Lame Race Horses" (Universal Records)

### Recopilaciones
- 200=: "Paradiso" (XIII Bis Records)

- Datos: Q669033
- Multimedia: Fiction Plane / Q669033